# Valencia (Nuevo México)
Valencia es un lugar designado por el censo ubicado en el condado de Valencia en el estado estadounidense de Nuevo México. En el Censo de 2010 tenía una población de 2192 habitantes y una densidad poblacional de 424,23 personas por km².

## Geografía
Valencia se encuentra ubicado en las coordenadas 34°48′21″N 106°41′6″O / 34.80583, -106.68500. Según la Oficina del Censo de los Estados Unidos, Valencia tiene una superficie total de 5.17 km², de la cual 5.17 km² corresponden a tierra firme y (0%) 0 km² es agua.

## Demografía
Según el censo de 2010, había 2192 personas residiendo en Valencia. La densidad de población era de 424,23 hab./km². De los 2192 habitantes, Valencia estaba compuesto por el 72.4% blancos, el 0.78% eran afroamericanos, el 4.43% eran amerindios, el 1.14% eran asiáticos, el 0% eran isleños del Pacífico, el 17.7% eran de otras razas y el 3.56% pertenecían a dos o más razas. Del total de la población el 56.16% eran hispanos o latinos de cualquier raza.